# 우경화
우경화(右傾化)란 좌파적, 혹은 중도주의적이였던 정치나 사회 분위기가 점점 우익 ~ 극우으로 변화되는, 혹은 반공주의적, 보수주의적 민족주의적 색채가 강해지는 것을 말한다. 반대 의미로는 좌경화가 있다. 주로 경제적, 사회적인 위기일 때 우경화가 심해진다. 극단적인 예로는 대공황 이후 이탈리아, 독일, 일본의 군국주의, 파시즘이 있다.

## 사례
현재는 경제위기로 세계적으로 우경화가 심각해지고 있으며 네오나치나 또는 유사한 극우 민족주의 집단들이 세계적으로 유행하고 있다.

### 유럽
유럽의 경우는 외국인 노동자에 대한 현지인들의 불만과 반감이 커져가고 있으며 극우 정당들이 약진하고 있다.

### 일본
일본은 경제대공황 이후, 군부가 정치계를 장악하였고, 결국 제2차 세계 대전을 일으켰으나, 태평양 전쟁 이후 미국에 의해 상대적으로 좌경화가 진행되었다.
그러나, 아베 신조 집권 이후 전범 국가 탈피와 재무장을 요구하고 재특회와 같은 한국을 비하하는 극우 성향의 단체가 활발히 움직이는 등 우경화가 심각해지고 있다는 평가를 받는다.